# Beauvau (Maine-et-Loire)
Beauvau é uma ex-comuna francesa na região administrativa da Pays de la Loire, no departamento de Maine-et-Loire. Estendeu-se por uma área de 7,98 km². Em 2010 a comuna tinha 253 habitantes (densidade: 31,7 hab./km²).
Em 1 de janeiro de 2016 foi fundida com as comunas de Jarzé, Chaumont-d'Anjou e Lué-en-Baugeois para a criação da nova comuna de Jarzé-Villages.